# Pacifastacus fortis
Pacifastacus fortis là loài tôm càng nguy cấp, đặc hữu của quận Shasta, California, Hoa Kỳ, nơi chúng chỉ được tìm thấy ở các điểm biệt lập trên sông Pit và các Fall River Mills..

## Mô tả và sinh thái
P. fortis có thân dày và chắc nịch, với cặp càng tương đối nặng. Chúng thường có màu nâu sẫm ở phần ngực với vùng sáng màu da cam ở mặt dưới của nó. Nó phát triển chiều dài khoảng 2-4 inch. Nó sống trong những vùng nước lạnh, sạch, trong lành của những con sông núi, ăn các vật phủ trên đá. Loài tôm này đòi hỏi một dòng nước ngọt ổn định, đều đặng, và không bị ô nhiễm để tồn tại.

## Tình trạng bảo tồn
Pacifastacus fortis được liệt kê vào danh sách những loài đang bị đe doạ nghiêm trọng trong Sách đỏ IUCN, và một loài đang có nguy cơ tuyệt chủng theo đạo luật Các loài nguy cấp (Endangered Species Act). Loài này luôn có một phạm vi phân bố rất nhỏ, và phạm vi đó đã được phân mảnh đáng kể bởi các hoạt động như con người như ngăn đập, khai thác mỏ, và nông nghiệp. Pacifastacus leniusculus, một loài mới được du nhập, đã tỏ ra vượt trội hơn P. fortis trong phạm vi của nó. Pit River Fish Hatchery đã được đóng cửa để bảo vệ loài này.